# Model Fishera-Clarka
Model Fishera-Clarka – jeden z najwcześniejszych modeli rozwoju gospodarczego. Został stworzony przez ekonomistów Allan G.B. Fishera i Colin Clarka. Wyodrębnili oni trzeci sektor gospodarki – sektor usług z sektora przemysłu i rolnictwa. Wcześniej uważano, że usługi i przemysł są od siebie zależne.

## Teoria
Zgodnie z teorią Fishera-Clarka, rozwój gospodarczy następuje według trzech etapów produkcji:
- pierwszy, w którym dominuje produkcja rolna, rybołówstwo, leśnictwo i wydobycie surowców naturalnych. Na tym etapie są kraje o niskim dochodzie;
- drugi, w którym produkcja skoncentrowana jest w przemyśle i budownictwie. Na tym etapie są kraje o średnim dochodzie;
- trzeci, gdzie dominują usługi (w tym edukacja), a zaliczane są do nich kraje o wysokim dochodzie.

Kraje rozwijają się przechodząc kolejne etapy rozwoju. Osiągnięcie przewagi trzeciego sektora oznacza osiągnięcie przez kraj dojrzałości pod względem rozwoju gospodarczego.

## Krytyka
Rzeczywistość rozwoju gospodarczego na świecie pokazała, że podejście, które mówi o osiągnięciu przewagi trzeciego sektora, może nie oznaczać wysokiego poziomu rozwoju. Na świecie jest wiele krajów słabo rozwiniętych. Udział sektora usług w ich PKB jest wysoki, ale nie świadczy to o niczym. Są to na przykład kraje turystyczne, które nie mają rozwiniętego przemysłu.